# 穆罕默德·羅奧菲
穆罕默德·羅奧菲（1987年10月23日—）是一名阿爾及利亞摔跤運動員，曾代表國家參加2012年倫敦奧運的男子自由摔跤84公斤級比賽，並未獲得獎牌。